# Frederik Georg Knut Due
Frederik Georg Knut Due, född den 22 januari 1833 i Kristiania (nuvarande Oslo), död den 20 juli 1906 i Brunnen i Schweiz, var en norsk diplomat och tonsättare. Han var son till Fredrik Gottschalk Haxthausen Due och Alette Due.
Due anställdes 1856 i utrikesdepartementet i Stockholm, blev 1869 envoyé i Berlin, förflyttades 1873 till Sankt Petersburg och var 1890–99 svensk-norsk minister i Paris.
Due invaldes som ledamot 493 av Kungliga Musikaliska Akademien den 20 december 1897.